# Ricciocarpus natans
Ricciocarpus natans är en bladmossart som först beskrevs av Carl von Linné, och fick sitt nu gällande namn av Corda.. Ricciocarpus natans ingår i släktet Ricciocarpus och familjen Ricciaceae. Inga underarter finns listade i Catalogue of Life.